# Scymnus dorcatomoides
Scymnus dorcatomoides är en skalbaggsart som beskrevs av Julius Weise 1879. Scymnus dorcatomoides ingår i släktet Scymnus och familjen nyckelpigor. Inga underarter finns listade i Catalogue of Life.